# Ratti (fiume)
Il Ratti è un torrente della Lombardia, che scorre in provincia di Sondrio. 
Nasce dal Pizzo Ligoncio, e scorre in direzione nordest-sudovest nella valle dei Ratti, nei comuni di Novate Mezzola e Verceia. Sfocia nel lago di Mezzola sempre in comune di Verceia.